# Ваднагар
Ваднагар (гудж. વડનગર) — місто в індійському штаті Гуджарат, в окрузі Мехсана.

## Галерея

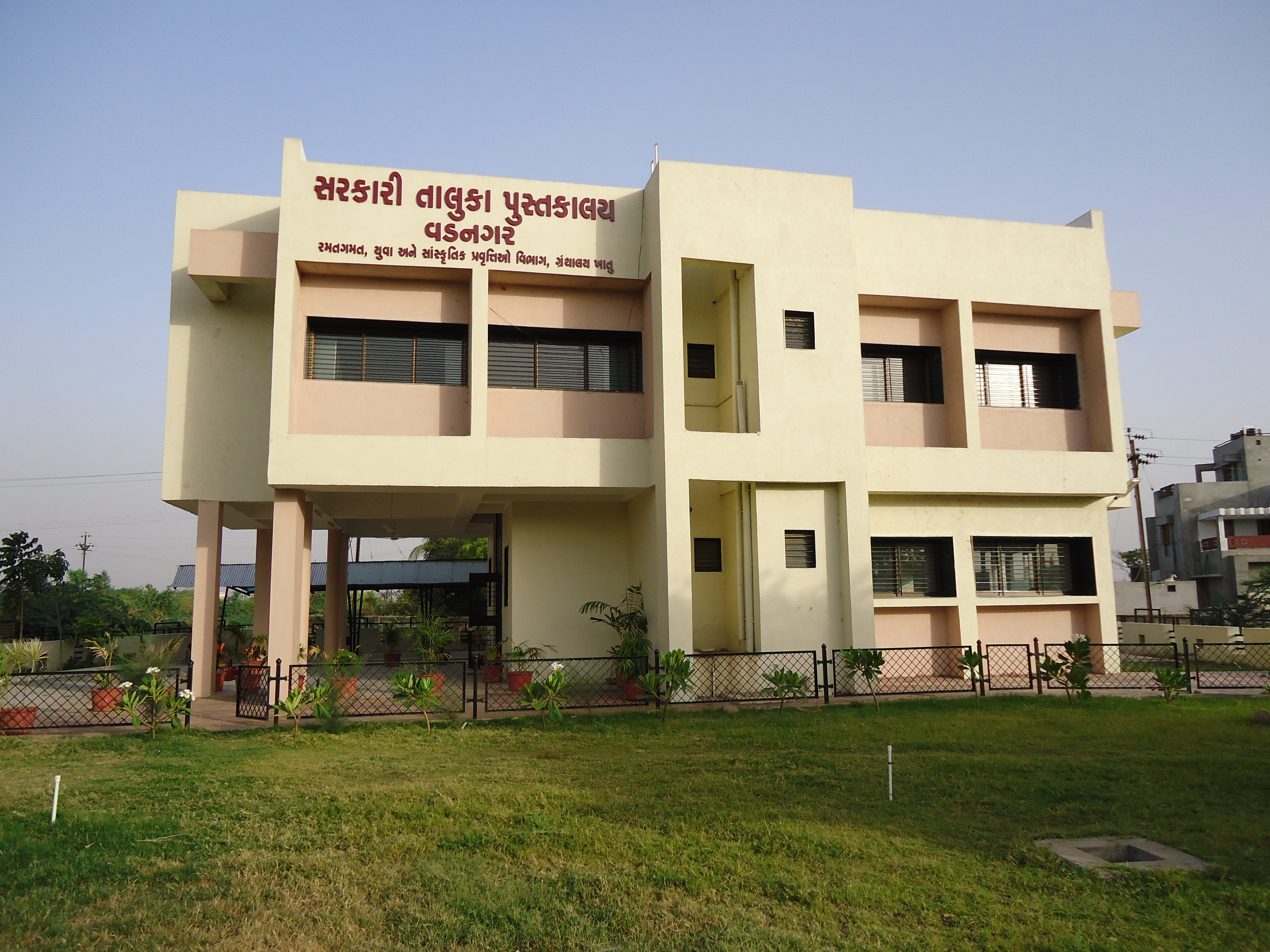
Урядова бібліотека, розташована біля автобусної станції
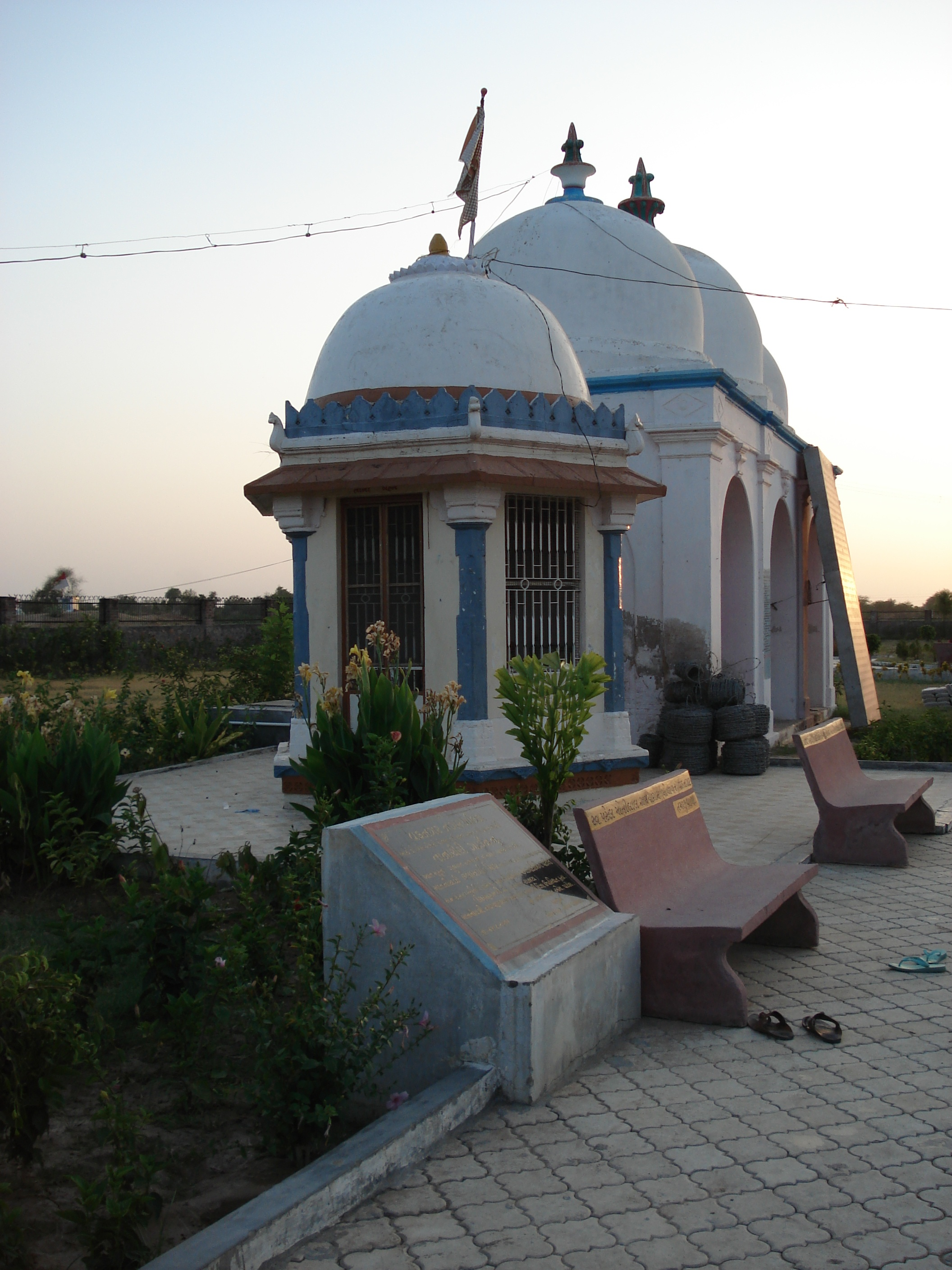
Парк Тана Рірі
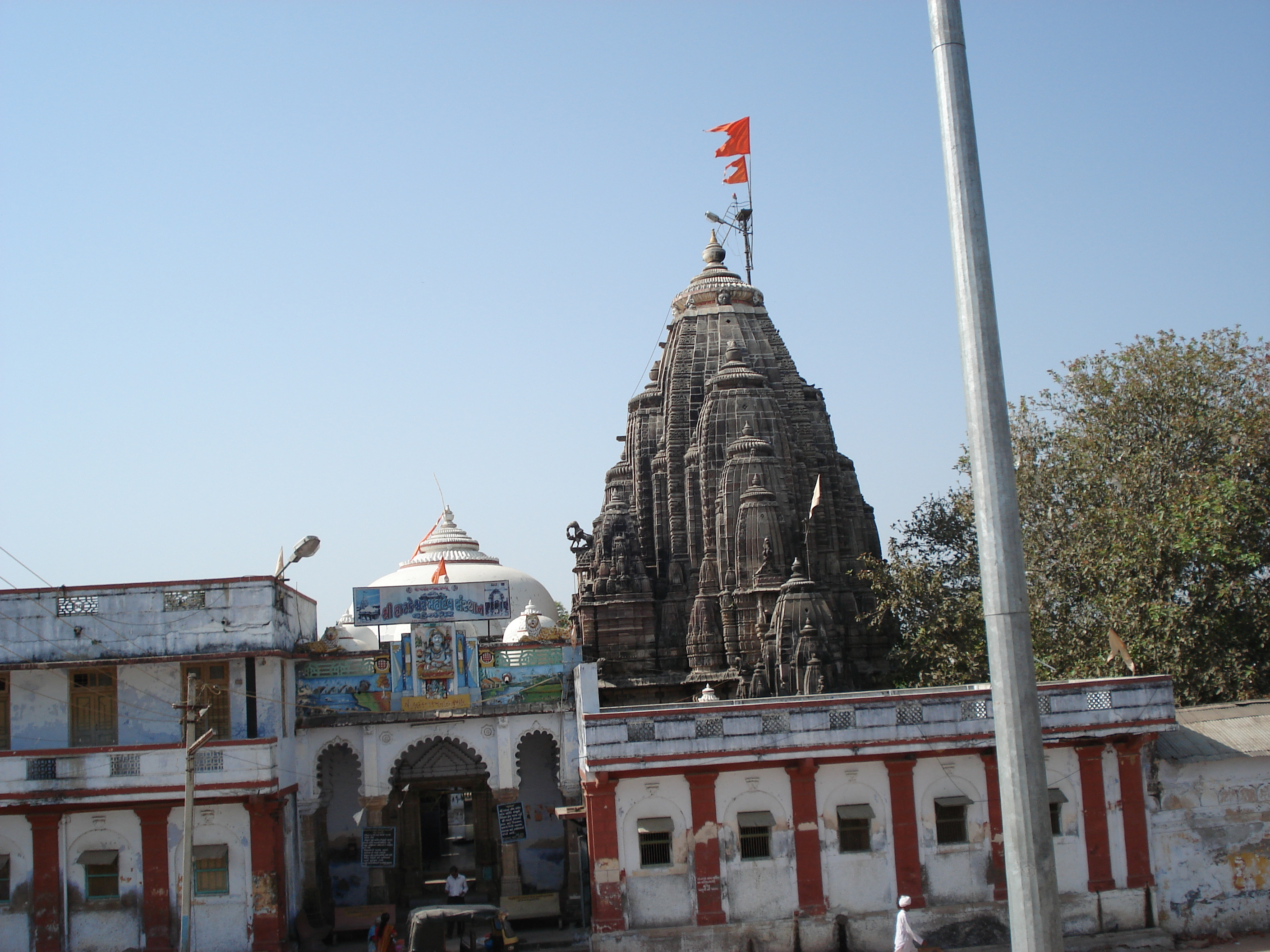
Храм Гаткешвара Магадеві
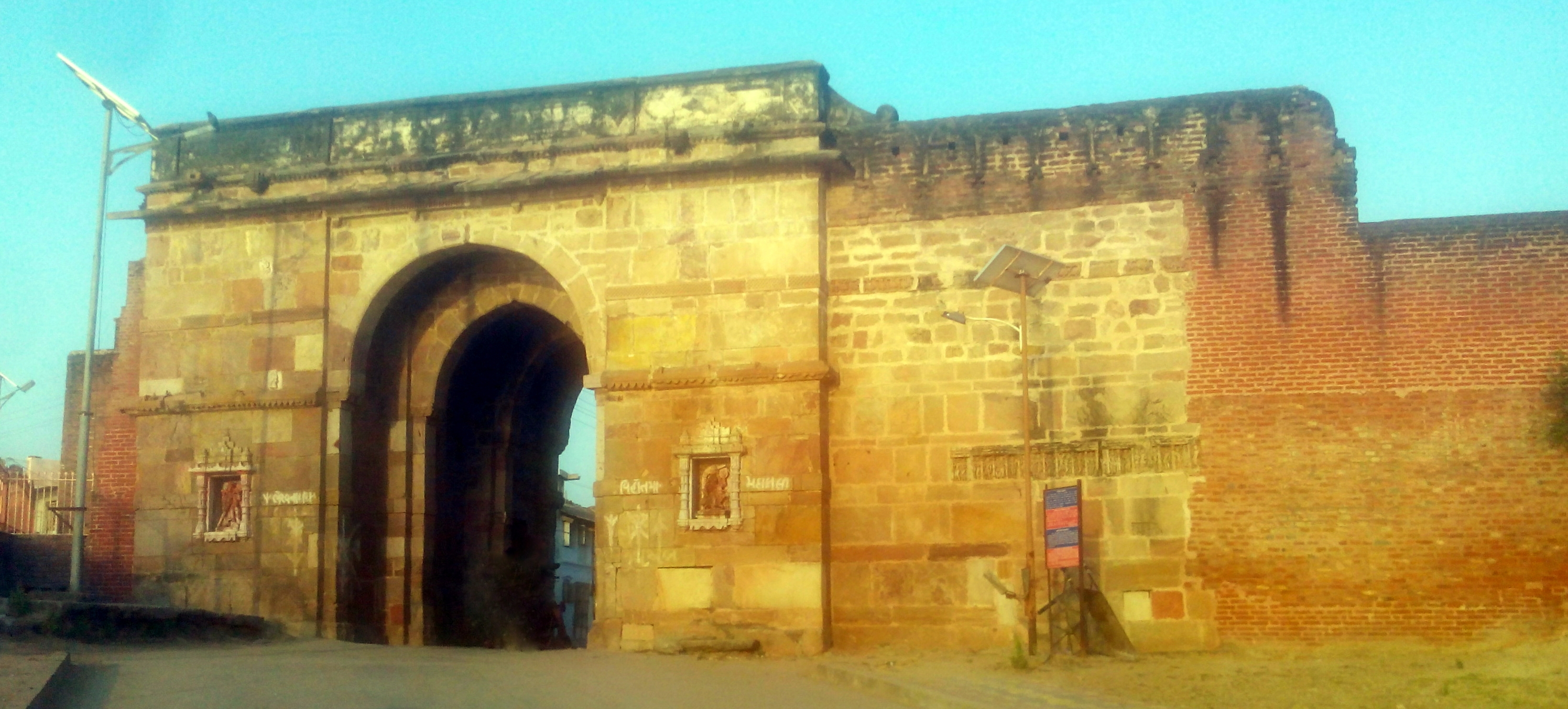
Брама Аржун Барі

## Відомі уродженці
- Нарендра Моді — Прем'єр-міністр Індії